# Fosse no 3 - 3 bis des mines de Dourges
La fosse no 3 - 3 bis dite Louis-Georges Mulot de la Compagnie des mines de Dourges est un ancien charbonnage du Bassin minier du Nord-Pas-de-Calais, situé à Hénin-Beaumont. La fosse est détruite durant la Première Guerre mondiale. La fosse no 2, ensuite renommée no 3, est commencée en 1857 ou septembre 1858 près de la ligne de Lens à Ostricourt alors en construction. La fosse commence à extraire en 1861. Des habitations sont bâties à proximité. Le puits no 3 bis, également nommé Mulot no 2, est commencé en 1892, cent mètres à l'ouest du premier puits. Les terrils nos 85 et 89 sont édifiés au sud-ouest et à l'ouest du carreau de fosse. La fosse est détruite durant la Première Guerre mondiale. Elle est alors reconstruite en utilisant en majorité du béton armé. De nouvelles cités sont construites.
La Compagnie des mines de Dourges est nationalisée en 1946, et la fosse no 3 - 3 bis intègre le Groupe d'Hénin-Liétard. Le criblage est fermé en 1954, et la fosse ferme en 1955 à la suite de sa concentration sur la fosse no 2 - 2 bis. Les puits sont remblayés deux ans plus tard. Le chevalement en béton armé du puits no 3 bis est détruit en 1983. Le terril conique no 85 est exploité, il n'en subsiste que sa base.
Au début du XXIe siècle, Charbonnages de France matérialise les têtes des puits nos 3 et 3 bis. Une partie des cités a été rénovée, l'autre détruite. Les terrils sont devenus des espaces de promenade. Le déménagement en 2007 de l'entreprise Benalu sur le carreau de la fosse no 3 - 3 bis - 3 ter des mines de Liévin à Éleu-dit-Leauwette entraîne la démolition en 2008 du bâtiment des ventilateurs, du bâtiment de la machine d'extraction du puits no 3, et des bains-douches. Le carreau de fosse est devenu une friche, il ne reste plus que la salle de paye.

## La fosse

### Fonçage
La fosse no 2, plus tard renommée no 3, est commencée en 1857 ou en septembre 1858, au territoire d'Hénin-Liétard, devenu Hénin-Beaumont, un peu à l'ouest de la gare sur la ligne de Lens à Ostricourt. Elle est située à 1 531 mètres au sud-ouest de la fosse no 1 bis, plus tard renommée fosse no 2.
L'orifice du puits est situé à l'altitude de 37 mètres. Le fonçage se fait sans difficulté. Le cuvelage en bois règne sur une hauteur de 91,84 mètres. Le diamètre utile du puits est de 4,04 mètres. Le terrain houiller est atteint à la profondeur de 147 mètres ou 148,60 mètres.
La fosse est baptisée en l'honneur de Louis-Georges Mulot, fondateur, avec Henriette de Clercq, de la compagnie.

### Exploitation
La fosse no 3 commence à extraire en 1861. Le fonçage du puits, jusqu'à la profondeur de 250 mètres, n'a coûté que 196 098 francs. Les terrains sont irréguliers. Une galerie a été poussée au sud, en dehors de la concession, et est rentrée dans le terrain houiller, mais à l'allure tourmentée. Vers 1880, le puits est profond de 330 mètres.
Le puits no 3 bis, également nommé Mulot no 2, est commencé en 1892, à cent mètres à l'ouest du précédent. En présence des difficultés qui ont été rencontrées à la traversée de la tête de la marne très aquifère et fort ébouleux, il a fallu recourir au procédé de congélation. Le puits a été creusé en terrain congelé jusqu'à 61,90 mètres de profondeur. Le fonçage s'est poursuivi en dessous par les procédés habituels. Le cuvelage en bois présente un diamètre utile de 4,60 mètres. Le terrain houiller est atteint à la profondeur de 148 mètres. Dans le milieu des années 1890, le puits no 3 est profond de 459,60 mètres, et ses accrochages sont établis à 190, 240, 280, 324 et 384 mètres.
La fosse est détruite durant la Première Guerre mondiale. Les bâtiments sont reconstruits en béton armé, ainsi que le chevalement du puits no 3.
La Compagnie des mines de Dourges est nationalisée en 1946, et la fosse no 3 - 3 bis intègre le Groupe d'Hénin-Liétard. Le criblage de la fosse cesse de fonctionner en 1954, et la fosse cesse d'extraire et ferme l'année suivante, après sa concentration sur la fosse no 2 - 2 bis. Les puits nos 3 et 3 bis, respectivement profonds de 608 et 662 mètres, sont remblayés en 1957. Le chevalement en béton armé du puits no 3 bis est détruit en 1983.

### Reconversion
Au début du XXIe siècle, Charbonnages de France matérialise la tête de puits. Le BRGM y effectue des inspections chaque année. En août 2007, l'entreprise Benalu change de site et s'installe sur le carreau de la fosse no 3 - 3 bis - 3 ter des mines de Liévin à Éleu-dit-Leauwette. Le bâtiment des ventilateurs et le bâtiment de la machine d'extraction du puits no 3, ainsi que les bains-douches, ont été détruits en 2008. Il ne subsiste plus que la salle de paye. Le carreau de fosse est une friche de cinq hectares.

## Les terrils
Deux terrils résultent de l'exploitation de la fosse.

### Terrilno85, 3 Est de Dourges

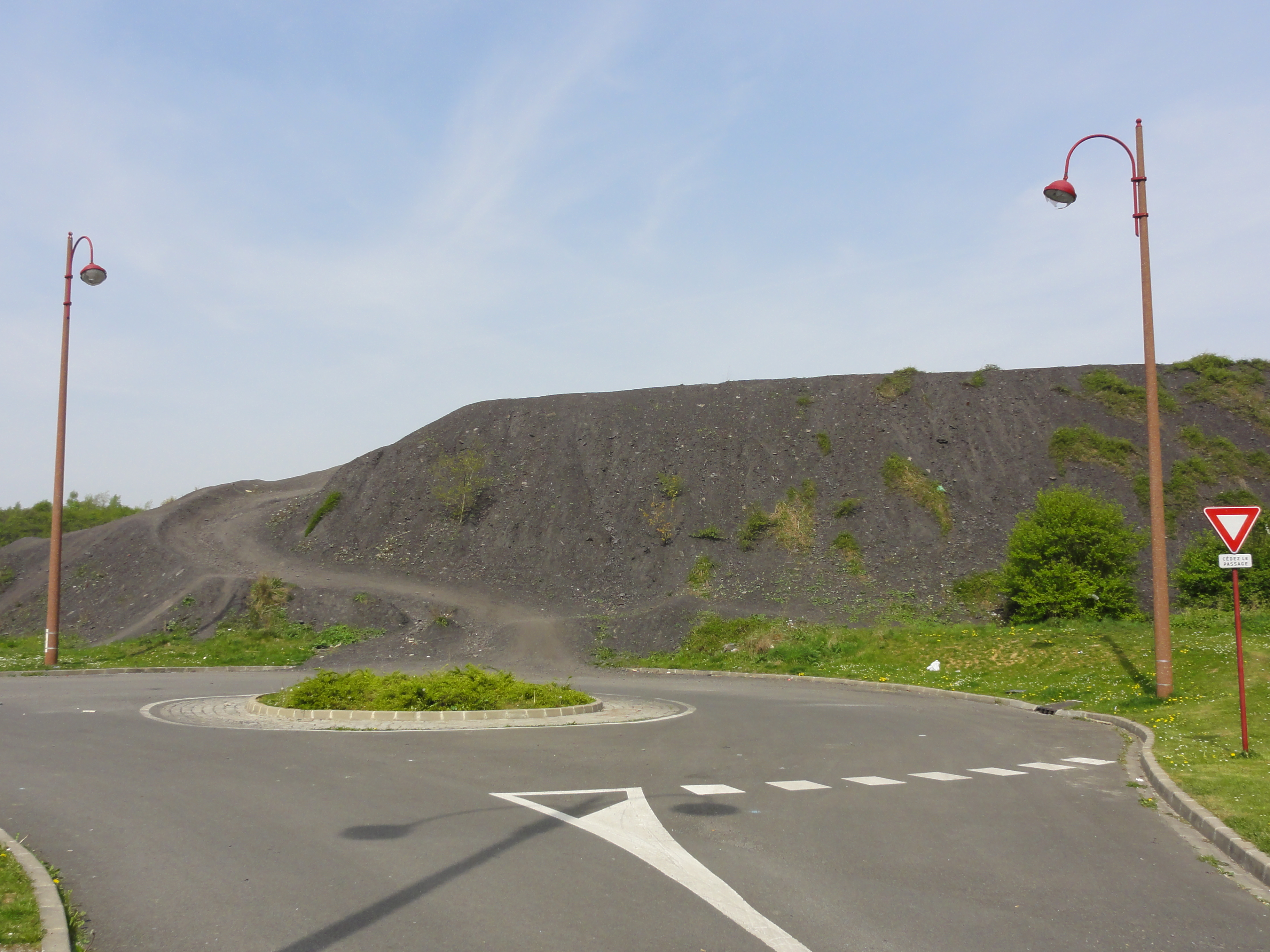
Le terril 3 Est de Dourges.

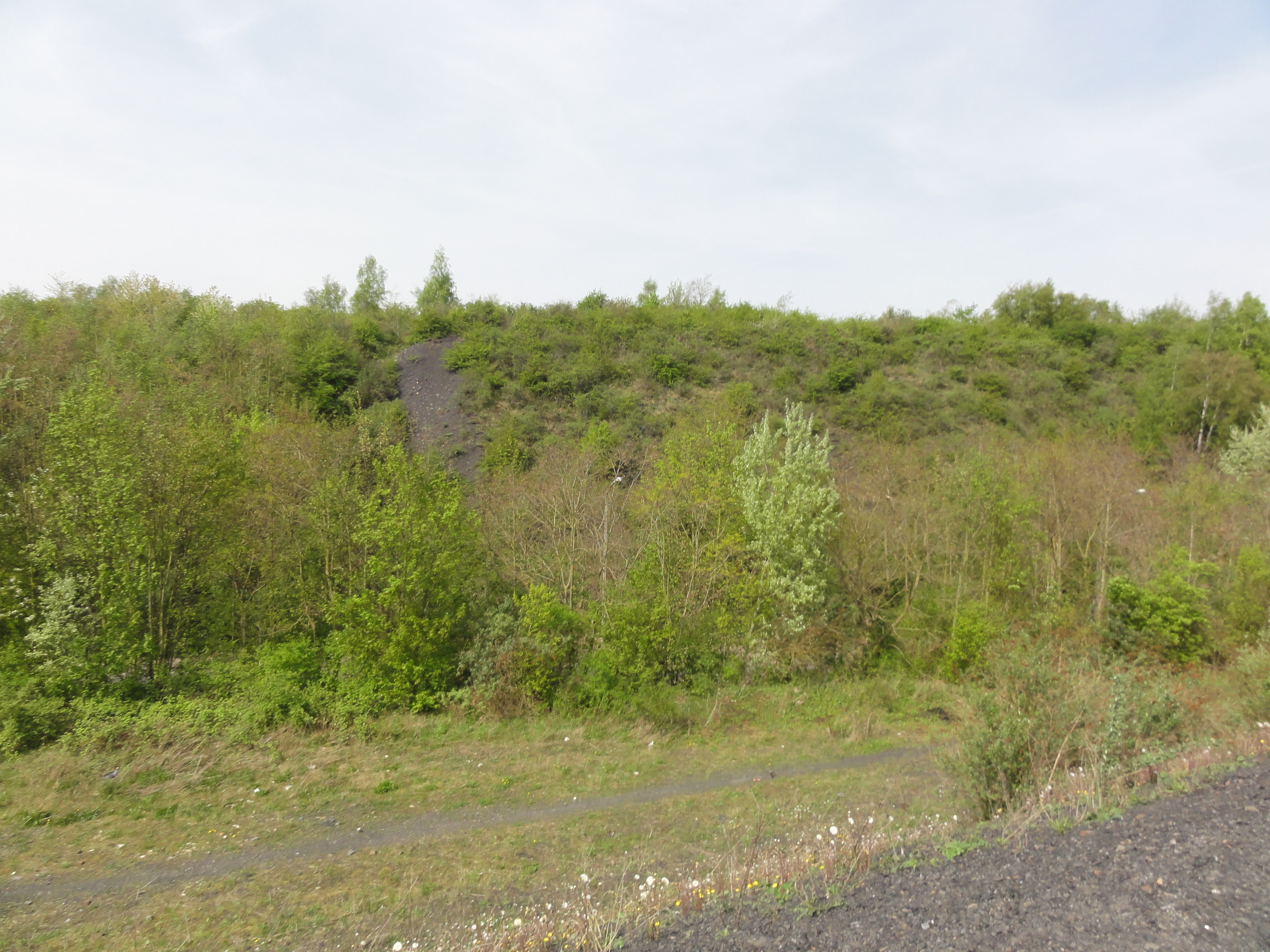
Le terril 3 Est de Dourges ancien.

50° 24′ 46″ N, 2° 56′ 22″ E
Le terril no 85, situé à Hénin-Beaumont, est le terril conique de la fosse no 3 - 3 bis des mines de Dourges, dont il est situé au sud du carreau. Exploité, il en reste la base sur une dizaine de mètres de hauteur, alors qu'il était initialement haut de 56 mètres.

### Terrilno89, 3 Est de Dourges
50° 24′ 49″ N, 2° 56′ 11″ E
Le terril no 89, situé à Hénin-Beaumont, est le terril plat de la fosse no 3 - 3 bis des mines de Dourges. Il est plus ancien que le terril no 85, et n'a pas été beaucoup exploité. Sa hauteur maximale est de 25 mètres.

## Les cités
Des cités ont été bâties près de la fosse no 3 - 3 bis.